# Ritratto di Fillide Melandroni
Il Ritratto di Fillide Melandroni (noto anche come Ritratto di cortigiana) era un dipinto di Michelangelo Merisi detto il Caravaggio.
L'opera, di cui si sono perse le tracce, probabilmente andata distrutta a Berlino nel 1945, ritraeva Fillide Melandroni, una delle più note cortigiane attive a Roma a cavallo tra il XVI e il XVII secolo.
Il ritratto di Fillide Melandroni è l'unico, tra i pur pochissimi ritratti riferiti al Caravaggio, per il quale non si sono mai posti i dubbi di autografia che invece caratterizzano il resto dell'esigua produzione ritrattistica oggi attribuita al Merisi.

## Storia
Il quadro ritraeva Fillide Melandroni (Siena, 1581 – Roma, 1618), una delle più note cortigiane attive a Roma a cavallo tra XVI e XVII secolo. Il suo successo nel campo della prostituzione fu propiziato dal sodalizio che ella strinse, sul finire del Cinquecento, con Ranuccio Tomassoni, prosseneta dalle amicizie molto influenti. Ranuccio Tomassoni fu poi ucciso, nel 1606, dallo stesso Caravaggio. Molto si è favoleggiato sul fatto che tale omicidio sia stato causato dalla reciproca gelosia di entrambi per la Melandroni, ma tale congettura non ha mai trovato riscontri documentali, così come, più a monte, non v'è fonte alcuna che dimostri che il Merisi e Fillide siano mai stati amanti. In definitiva, l'unico contatto certo che si registra tra la cortigiana e il pittore consiste proprio nella circostanza che questi eseguì il ritratto di lei, peraltro non quale dono o omaggio personale, bensì perché commissionatogli dall'amante del tempo di Fillide, cioè il nobile e letterato veneziano Giulio Strozzi.
In un testamento vergato da Fillide Melandroni nel 1614 si legge che costei era in possesso di un ritratto eseguito dal Caravaggio. La stessa testatrice dà disposizione che, alla sua morte, il quadro debba essere restituito al legittimo proprietario dello stesso, cioè il suo amante Giulio Strozzi, che pertanto si deduce ne sia stato il committente.
Le prime analisi critiche del testamento in discorso sono giunte alla conclusione che nell'atto non si specifichi chi fosse la persona effigiata nel ritratto ivi menzionato. Secondo una successiva rilettura del testo invece se ne dovrebbe senza dubbio dedurre che la persona che compare nel dipinto del Merisi sia proprio Fillide Melandroni.
Nell'elenco dei beni della cortigiana redatto alla sua morte, il ritratto in questione non compare più tra i suoi averi. Se ne è inferito che Fillide lo avesse già restituito allo Strozzi (quindi già prima del suo decesso).
In un inventario dei quadri raccolti nella collezione di Vincenzo Giustiniani, datato 1638, è censito anche il ritratto di una cortigiana di nome Fillide, di mano del Caravaggio. Si pensa che si tratti dello stesso quadro citato nel testamento della Melandroni che in un momento imprecisato, dopo il 1614, Giulio Strozzi, forse trovatosi in ristrettezze economiche, ha venduto al marchese Giustiniani, grande ammiratore del Merisi, nonché committente in proprio di più dipinti del pittore lombardo.
Nel 1812 i discendenti di Vincenzo Giustiniani a causa delle crescenti difficoltà finanziarie della famiglia misero in vendita una parte cospicua delle raccolte pittoriche del casato, dipinti che, nel 1815, vennero acquistati dal re di Prussia: tale alienazione incluse anche il ritratto della Melandroni che venne così collocato nel Kaiser Friedrich Museum di Berlino, città dove nel 1945 la tela andò probabilmente distrutta in un grande incendio (nel quale bruciarono moltissime opere d'arte, compresi altri quadri di Caravaggio anch'essi provenienti dalla collezione Giustiniani).
Il ritratto di Fillide ci è quindi noto solo attraverso riproduzioni fotografiche, una delle quali - caso fortunato, vista l'epoca dello scatto - è a colori. 
Occorre altresì aggiungere che nello stesso inventario Giustiniani del 1638 si attesta la presenza di un altro ritratto di cortigiana, anch'esso del Caravaggio, per il quale però si tace il nome della donna raffigurata. Cionondimeno non vi sono dubbi sul fatto che il quadro poi giunto a Berlino sia quello con Fillide: lo stesso inventario infatti dice che l'altro ritratto femminile era molto più grande e peraltro che era stato lasciato incompleto dal pittore: le ridotte dimensioni del ritratto già al Kaiser Friedrich Museum e la sua compiutezza portano quindi ad escludere che esso possa indentificarsi con il ritratto della cortigiana senza nome.
Uno dei primi contributi critici dedicati al perduto ritratto di Berlino si deve allo storico dell'arte tedesco Hermann Voss. Questi però sulla base dell'analisi iconografica del dipinto escluse che potesse trattarsi del ritratto di una cortigiana: per il Voss infatti il fiore che la donna porta con la mano al petto - identificato come fiore di mirto - è da intendersi come un attributo nuziale: per lo studioso si tratterebbe quindi del ritratto di una sposa che egli ipoteticamente individua nella moglie di Onorio Longhi, buon amico di Caravaggio, Caterina Campani.
Sulla scorta di questa ipotesi il Voss datava il quadro intorno al 1590 (cioè la data presumibile delle nozze di Onorio Longhi). Superata in seguito la lettura dello storico tedesco e individuatasi pacificamente in Fillide Melandroni la donna ritratta, la data di possibile esecuzione del dipinto è stata necessariamente spostata in avanti (nel 1590 Fillide aveva infatti meno di dieci anni) e collocata tra il 1597 e il 1600.
La successiva scoperta del citato testamento del 1614 e quindi della probabile committentenza del ritratto da parte di Giulio Strozzi, divenuto l'amante della cortigiana, sembrano suggerire un ulteriore avanzamento della data di presumibile realizzazione del quadro, posto che lo Strozzi difficilmente è situabile a Roma prima del 1600: sembra quindi più plausibile collocare il ritratto tra il 1601 e il 1605, datazione comunque compatibile all'età di Fillide (nata del 1581) in quegli anni.
Al dipinto è dedicato un madrigale seicentesco di autore ignoto ma prevalentemente attribuito a Marzio Milesi, giurista e poeta dilettante che ha composto versi anche per un'altra opera del Caravaggio (l'Amor vincit omnia) appartenuta a Vincenzo Giustiniani:
Fillide, fatto da Michel Angelo Caravaggio,

Sol un Angel potea

ritrar Fillide bella, il tuo bel viso,
 
poi ch'un Angel sei tu di Paradiso.

E sol chi fu nel Cielo,

e sugli etterni giri,

formar può in terra il suo leggiadro velo.

Dunque a raggion s'ammiri

in breve tella un paradiso accolto,

egli Angelo di nome, e tu di volto.»

## Descrizione e stile

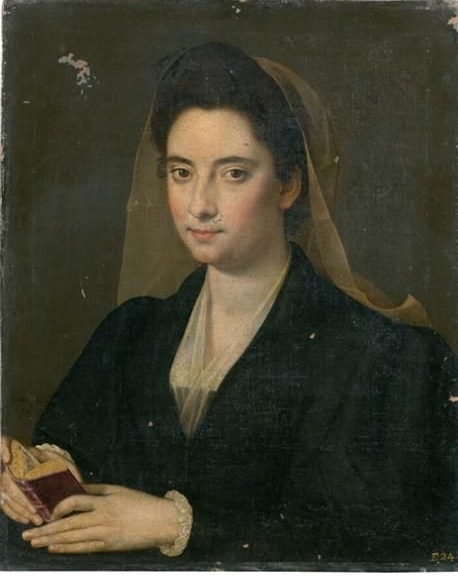
Scipione Pulzone, Ritratto di dama (Lucrezia Cenci?), 1591, collezione privata

Fillide è in posizione quasi frontale eccetto per il viso che è leggermente rivolto verso sinistra, anche se lo sguardo si dirige diritto verso gli occhi dell'osservatore. Gran cura è dedicata all'abbigliamento e agli accessori della cortigiana per tramandarne la raffinatezza dei gusti ma probabilmente anche per evidenziare il benessere da lei raggiunto grazie al successo nella sua professione. 
Vediamo così un corpetto finemente ricamato e trapunto d'oro indossato sopra una camicia candida, un grande bracciale al polso che par di pasta vitrea, arte tipicamente veneziana, forse un dono del veneziano Strozzi, e degli orecchini di perla con nastro nero. Riguardo ad essi, il già citato inventario testamentario dei beni di Fillide ne attesta il possesso di  “due pendenti d'oro con due perle”. Si è autorevolmente proposto che si tratti degli stessi orecchini che si vedono nel quadro. Altri hanno ipotizzato che possa trattarsi di gioielli appartenuti al Caravaggio, individuabili nell'elenco dei beni pignorati al pittore nel 1605 a causa della sua morosità verso la locatrice della casa ove egli alloggiava. In tale elenco compare infatti anche un generico “paro di pendenti”.
Elaboratissima è l'acconciatura della cortigiana con una gan massa di riccioli corvini accuratamente raccolti sul capo. Con un gesto delicato della bellissima mano Fillide porta un fiore bianco al suo seno, l'ombra dei cui petali si proietta sul busto di lei. 

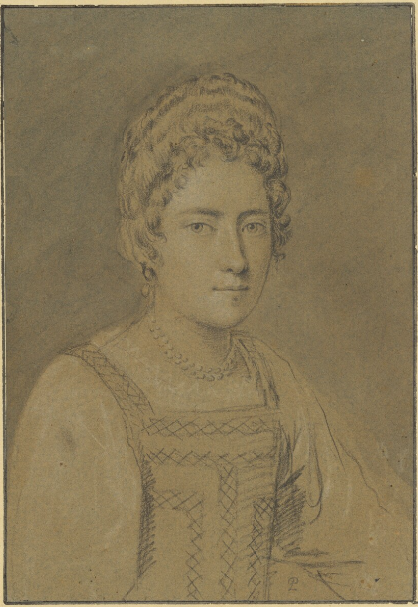
Ottavio Leoni, Ritratto femminile (Fillide Melandroni?), 1610 ca., Albertina, Vienna

La parte sinistra del volto e l'incavo del collo sono in leggera penombra. La figura si staglia su un fondo neutro che solo all'estrema destra della tela raccoglie un po' di luce: ̟qui vagamente si intuisce l'ombra delle spalle e della testa della donna.
Un unico dettaglio individua la reale condizione della ritratta: dal collo di Fillide scende un velo giallo che si infila nel corpetto. È il velo giallo che le leggi pontificie (ma la stessa regola valeva anche in altri stati italiani) imponevano alle prostitute di indossare quale segno di riconoscimento.
Molto si è discusso del fiore bianco tenuto in mano dalla donna: Voss, come detto, vi ha visto il mirto, per altri sarebbe un fiore d'arancio - identificazioni che entrambe suggerirebbero una forse poco appropriata allusione nuziale - mentre sembra più attinente all'occupazione di Fillide l'ulteriore ipotesi che si tratti di un fiore di gelsomino, simbolo (anche) dell'amore dei sensi.
Già Hermann Voss colse la significativa influenza sul ritratto della Melandroni della ritrattistica di Scipione Pulzone, indicando in particolare come esempio un ritratto di dama del pittore gaetano (presunta Lucrezia Cenci) dal quale Caravaggio per la sua Fillide avrebbe ripreso diverse soluzioni pittoriche: la posizione della donna, la direzione dello sguardo, i giochi di luce ed ombra sul viso.
All'Albertina di Vienna si conserva un disegno di Ottavio Leoni molto vicino alla perduta Fillide di Berlino che secondo alcuni sarebbe un altro ritratto della stessa cortigiana eseguito qualche anno dopo quello del Caravaggio.

## Fillide modella di Caravaggio

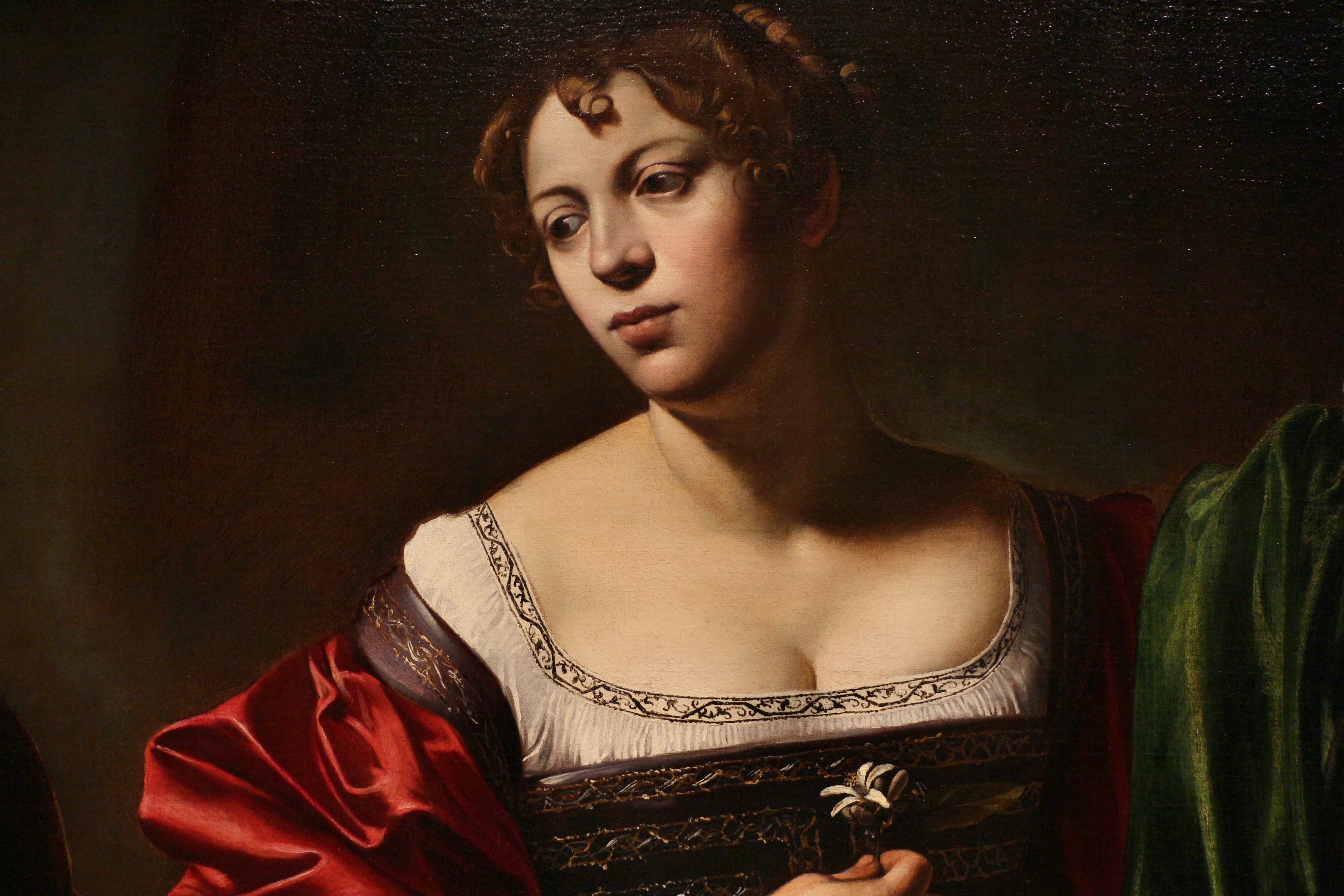
Caravaggio, Marta e Maria Maddalena (particolare), 1598, Detroit Institute of Arts

Hermann Voss rilevò delle somiglianze tra la donna raffigurata nel perduto ritratto di Berlino - che lo studioso ipotizzava raffigurasse la moglie di Onorio Longhi, Caterina Campani - e la modella utilizzata dal Caravaggio per la Santa Caterina d'Alessandria ora a Madrid. Altri colsero la vicinanza dei tratti di santa Caterina sia con la Giuditta di Palazzo Barberini che con la Maddalena del dipinto di Detroit.
Assodata l'identità della donna un tempo a Berlino per l'appunto in Fillide Melandroni, si formò così l'idea che la prostituta sia stata un'abituale modella del Merisi. Sulla base di tale supposizione venne poi a crearsi il topos di una relazione d'amore tra costei e il pittore, presunto rapporto sentimentale che spesso è indicato anche come la causa dell'uccisione da parte del Merisi di Ranuccio Tomassoni.
Fermo restando che né la liaison amorosa tra l'artista e la cortigiana e men che meno qualsivoglia coinvolgimento di lei nella morte del Tomassoni hanno mai trovato riscontri documentali, anche l'ipotesi che in tutti i suddetti dipinti appaia Fillide è stata da più parti messa in discussione, dubitandosi che sia oggettivamente dato cogliere un'effettiva somiglianza somatica tra il ritratto di lei e le altre figure femminili citate (Caterina, Giuditta e Maddalena).
D'altra parte non mancano proposte alternative di individuazione della modella (e magari non sempre la stessa) che avrebbe posato per i quadri sacri in discorso, così come non si può escludere che Caravaggio per questi dipinti non si sia avvalso di modelle e abbia invece elaborato un tipo muliebre ideale, frutto della sua inventiva artistica.
In definitiva l'unico dato storicamente certo è che Caravaggio, su commissione altrui, eseguì un ritratto di Fillide, come vari altri ne realizzò nel corso sua carriera.